# Przegląd Kolski
Przegląd Kolski – tygodnik lokalny ukazujący się na terenie powiatu kolskiego od 1998 r. Redaktorem naczelnym jest Anna Kułakowska.

## Informacje ogólne
Tygodnik wydawany jest na terenie powiatu kolskiego. Opisuje najważniejsze wydarzenia z życia mieszkańców: ich problemy, zażalenia oraz najistotniejsze wydarzenia kulturalne, nowinki w dziedzinie sportu, samorządowe i gospodarcze. Znajdują się tam także informacje o służbach: policji, straży pożarnej czy straży miejskiej a także służby zdrowia. W Przeglądzie znajduje się również rubryka z nowo narodzonymi dziećmi w kolskim szpitalu.
Pismo ukazuje się nieprzerwanie od 1998 roku. Przegląd Kolski wydaje wydawnictwo Przegląd Koniński. 
Gazeta drukowana jest w nakładzie 4500 egz. oraz objętości 16 stron. Siedziba Przeglądu Kolskiego znajduje się w Kole przy ul. Wojciechowskiego 30a.